# Гроссман Леонід Петрович
Леонід Петрович Гроссман (24 січня 1888, Одеса — 16 грудня 1965, Москва, РРФСР) — пушкінознавець, історик російської літератури та театру єврейського походження.

## Життєпис
Після закінчення Рішельєвської гімназії в 1906–1907 слухав лекції на факультеті права в Паризькому університеті, а потім — в Імператорського Новоросійського університету на юридичному факультеті, який закінчив 1911. При цьому ж університеті був залишений професорським стипендіатом кафедри енциклопедії та філософії права. Виступав з критичними статтями на історико-літературні теми в «Вестнике Европы», «Русской мысли» та інших журналах і газетах. У 1920—1921 навчальному році — викладач літератури в Одеському гуманітарно-суспільному інституті.
У 1921 переїхав до Москви, де жив до кінця свого життя. 1936 обраний членом Пушкінської комісії та брав активну участь в її роботі. Вів викладацьку діяльність у Вищому літературно-художньому інституті ім. В. Брюсова, у Московському педагогічному інституті, професором якого був від 1940 до 1959, у Свердловському університеті, де працював під час Радянсько-німецької війни.

### Науковий доробок
Більшу частину життя займався науково-дослідницькою та літературною діяльністю. Праці вченого (всього близько 400 назв, серед яких майже 30 книжок окремим виданням) присвячені різним питанням історії та теорії літератури, поетики, стилістики, віршознавства, а також творчості майже всіх значних російських письменників XIX ст. Вивчаючи індивідуальний стиль письменників приділяв велику увагу фактам біографії, психологічним особливостям особистості, світогляду письменника та його залежності від соціальних і політичних обставин. Особливу увагу приділяв вивченню життя та творчості О. Пушкіна, книги і статті про якого за своєю чисельністю та науковому значенню уступають тільки його працям, присвяченим Ф. Достоєвському, які сам вчений вважав важливішими серед виданих. Зацікавленість вченого творчістю О. Пушкіна відбулось ще в «одеський» період його життя. 1919 підготував велику вступну статтю до однотомного видання творів видатного поета. На 1920-ті припадає ціла серія дослідницьких робіт, що зайняли помітне місце в пушкінознавстві та принесли успіх молодому вченому. Безумовним успіхом користувались книжки — «Пушкин в театральных креслах. Картины русской сцены 1817—1820 гг.» і «От Пушкина до Блока. Этюды и портреты». З другої половини 1920-х почав детально вивчати біографію поета, збирати старі документальні джерела для його життєпису, знаходити та публікувати нові. Його цікавлять окремі епізоди біографії Пушкіна, долі людей, з якими поету довелось зустрічатися. 1929 у журналі «Красная нива» опублікував статтю «Женитьба Дантеса. Новые материалы о дуэли Пушкина», а згодом зібрав нові дані про Дантеса після подій 1837, які лягли в основу статті «Карьера Д'Антеса». В останній розвідці автор вперше розробив на підставі першоджерел політичну біографію вбивці Пушкіна. Слідом за цим опублікував дві цінні статті — «Документы о Геккеренах» і «Французское свидетельство о дуэли Пушкина». 1939 у серії «Жизнь замечательных людей» вийшло перше видання повної біографії поета — «Пушкин».

## Праці
- Библиотека Достоевского по неизданным материалам. — Одесса, 1919;
- Вторник у Каролины Павловой. Сцены из жизни московских литературных салонов 40-х годов. — Одесса, 1919;
- Портрет Манон Леско. Два этюда о Тургеневе. — Одесса, 1919;
- На полях Пушкина // Лирический круг. Страницы поэзии и критики. — М., 1922;
- Три современника. Тютчев — Достоевский — Аполлон Григорьев. — М., 1922;
- Исповедь одного еврея. — М.-Л., 1924;
- Пушкин в театральных креслах. Картины русской сцены. 1817—1820 годов. — Л., 1926;
- От Пушкина до Блока: Этюды и портреты. — Л., 1926;
- Жизнь и труды Ф. М. Достоевского. Биография в датах и документах. — М.-Л., 1935;
- Документы о Геккеренах // Пушкин. Временник Пушкинской комиссии. — Т. 2. — М.-Л., 1936;
- Бальзак в России // Литературное наследство. — Т. 31-32. — М., 1937;
- Французское свидетельство о дуэли Пушкина // Пушкин. Временник Пушкинской комиссии. — Т. 4-5. — М.-Л., 1939;
- Пушкин. — М., 1939;
- Театр Сухово-Кобылина. — М.-Л., 1940;
- Н. С. Лесков. Жизнь и творчество. Поэтика. — М., 1945;
- Николай Семёнович Лесков. — М., 1956..